# Maniacs
Maniacs est un groupe de punk rock suisse, originaire de Genève, en Suisse romande.

## Biographie
Maniacs est formé à Genève sous le parvis d'une église en 1982 ou 1983 composé d'Alain Croubalian au chant et à la basse, Hafid Zerhouni à la batterie, Thierry Sartoretti et Alex Jaques aux guitares et chœurs. Pour Jean-Luc Manet, dans son recueil Ici et indépendant aux Éditions du Camion Blanc, les Maniacs sont « l'une des plus solides révélations de la mouvance garagiste. »
Leur premier album, l'éponyme Maniacs, un quatre titres, est publié en 1986. La pochette est signée Dirk Bonsma. Ce premier disque suit d'un deuxième intitulé Bring Back the Night, qui comprend sept titres, en 1987. En 1988, le groupe intègre la maison de production Bondage Records, et sort Can Also Use Fruit sous le label Stop it Baby Records. Ce dernier est enregistré à Stockholm. L'année suivante sort un album live Live at Budokan d'un concert à la Radio Suisse Romande le 12 mai 1989,. Ils font une tournée, organisée par la Migros, en Suisse en 1990-1991.
Cette formation sortira un dernier disque, 69 en 1991 avant de se séparer. Par la suite Thierry Sartoretti et Alex Jaques sont remplacés par le bassiste Jill Morsia et le guitariste Jérôme Estèbe (ex-Shifters), Alain Croubalian étant désormais à la guitare dans l'opus Choose enregistré au Studio des Forces Motrices en aout 1994. Enfin, le groupe enregistrera 10 chansons avec le groupe égyptien Sharkiat qui mélange musique traditionnelle égyptienne et rock dans l'album Maniacs vs. Sharkiat est publié en 1998, en qui donnera lieu à une tournée en Suisse et en France, notamment aux Transmusicales de Rennes,. Le groupe ne donne plus signe d'activité depuis cette date.
Alain Croubalian rejoint un autre groupe, les Dead Brothers, en 1998. Il meurt en 2021,.

## Discographie
- 1986 : Maniacs[13]
- 1987 : Bring Back the Night[14]
- 1988 : Can Also Use Fruit[15]
- 1989 : Live at Budokan[16]
- 1991 : 69
- 1993 : Hog Wild[17],[18]
- 1994 : Choose[19],[20]
- 1998 : Maniacs vs. Sharkiat (en collaboration avec Sharkiat)[21],[22]